# Andaingo
Andaingo est une commune rurale malgache située dans la partie centrale de la région d'Alaotra-Mangoro. Elle appartient au district de Moramanga.